# DSA-564
La DSA-564 es una carretera perteneciente a la Red Secundaria de la Diputación Provincial de Salamanca que une la SA-314 con la localidad de Valsalabroso.

## Recorrido
La carretera DSA-564 tiene su origen en Valsalabroso en la intersección con la carretera SA-314, y termina en el casco urbano de Valsalabroso formando parte de la Red de carreteras de Salamanca.
| Valsalabroso (Intersección con ) - Valsalabroso | Valsalabroso (Intersección con ) - Valsalabroso | Valsalabroso (Intersección con ) - Valsalabroso | Valsalabroso (Intersección con ) - Valsalabroso | Valsalabroso (Intersección con ) - Valsalabroso | Valsalabroso (Intersección con ) - Valsalabroso | Valsalabroso (Intersección con ) - Valsalabroso | Valsalabroso (Intersección con ) - Valsalabroso | Valsalabroso (Intersección con ) - Valsalabroso | Valsalabroso (Intersección con ) - Valsalabroso | Valsalabroso (Intersección con ) - Valsalabroso |
| Esquema                                         | PK                                              | Sentido Valsalabroso (creciente)                | Sentido Valsalabroso (creciente)                | Sentido Valsalabroso (creciente)                | Sentido Valsalabroso (creciente)                | Sentido SA-314 (decreciente)                    | Sentido SA-314 (decreciente)                    | Sentido SA-314 (decreciente)                    | Sentido SA-314 (decreciente)                    | Incidencias                                     |
| Esquema                                         | PK                                              | Velocidad                                       | Elemento                                        | Salida                                          | Salida                                          | Salida                                          | Salida                                          | Elemento                                        | Velocidad                                       | Incidencias                                     |
| Esquema                                         | PK                                              | Velocidad                                       | Elemento                                        | Dir.                                            | Nombre                                          | Nombre                                          | Dir.                                            | Elemento                                        | Velocidad                                       | Incidencias                                     |
| ----------------------------------------------- | ----------------------------------------------- | ----------------------------------------------- | ----------------------------------------------- | ----------------------------------------------- | ----------------------------------------------- | ----------------------------------------------- | ----------------------------------------------- | ----------------------------------------------- | ----------------------------------------------- | ----------------------------------------------- |
|                                                 | 0,0                                             |                                                 |                                                 | Las Uces Vitigudino                             | Las Uces Vitigudino                             | Las Uces Vitigudino                             |                                                 |                                                 |                                                 |                                                 |
| Masueco Aldeadávila de la Ribera La Vídola      | 0,0                                             |                                                 |                                                 |                                                 |                                                 |                                                 |                                                 |                                                 |                                                 |                                                 |
|                                                 | 1,7                                             |                                                 |                                                 | VALSALABROSO                                    | VALSALABROSO                                    | VALSALABROSO                                    | VALSALABROSO                                    |                                                 |                                                 |                                                 |
|                                                 | 1,900                                           |                                                 |                                                 | Centro Urbano                                   | Centro Urbano                                   | Centro Urbano                                   | Centro Urbano                                   |                                                 |                                                 |                                                 |